# 10 kilomètres marche féminin aux championnats du monde d'athlétisme 1987
Navigation
Tokyo 1991
L'épreuve du 10 kilomètres marche féminin des championnats du monde d'athlétisme 1987 s'est déroulée le 1er septembre 1987 dans les rues de Rome, en Italie, avec une arrivée au Stade olympique. Elle est remportée par la Soviétique Irina Strakhova.
La marche féminine se dispute pour la première fois dans le cadre des championnats du monde d'athlétisme.

## Résultats
| Rang               | Athlète             | Pays                 | Temps       | Notes |
| ------------------ | ------------------- | -------------------- | ----------- | ----- |
| Médaille d'or      | Irina Strakhova     | Union soviétique     | 44 min 12 s |       |
| Médaille d'argent  | Kerry Saxby-Junna   | Australie            | 44 min 23 s |       |
| Médaille de bronze | Yan Hong            | Chine                | 44 min 42 s |       |
| 4                  | Mari Cruz Díaz      | Espagne              | 44 min 48 s | NR    |
| 5                  | Yelena Nikolayeva   | Union soviétique     | 44 min 54 s |       |
| 6                  | Monica Gunnarsson   | Suède                | 45 min 09 s | NR    |
| 7                  | Jin Bingjie         | Chine                | 45 min 24 s |       |
| 8                  | Ann Peel            | Canada               | 45 min 27 s |       |
| 9                  | Maria Reyes Sobrino | Espagne              | 45 min 37 s |       |
| 10                 | Dana Vavracová      | Tchécoslovaquie      | 46 min 10 s |       |
| 11                 | Ann Jansson         | Suède                | 46 min 15 s |       |
| 12                 | Susan Cook          | Australie            | 46 min 20 s |       |
| 13                 | Lisa Langford       | Royaume-Uni          | 46 min 23 s |       |
| 14                 | Janice McCaffrey    | Canada               | 46 min 41 s |       |
| 15                 | Lynn Weik           | États-Unis           | 46 min 51 s |       |
| 16                 | Beate Gummelt       | Allemagne de l'Est   | 47 min 00 s |       |
| 17                 | María Colín         | Mexique              | 47 min 23 s |       |
| 18                 | Giuliana Salce      | Italie               | 47 min 28 s |       |
| 19                 | Sari Essayah        | Finlande             | 47 min 30 s |       |
| 20                 | Debbi Lawrence      | États-Unis           | 47 min 31 s |       |
| 21                 | Alison Baker        | Canada               | 47 min 48 s |       |
| 22                 | Suzanne Griesbach   | France               | 48 min 06 s |       |
| 23                 | Sirkka Oikarinen    | Finlande             | 48 min 25 s |       |
| 24                 | Maryanne Torrellas  | États-Unis           | 48 min 27 s |       |
| 25                 | Beverley Allen      | Royaume-Uni          | 48 min 50 s |       |
| 26                 | Solvi Furnes        | Norvège              | 49 min 18 s |       |
| 27                 | Graciela Mendoza    | Mexique              | 49 min 46 s |       |
| 28                 | Hideko Hirayama     | Japon                | 49 min 50 s | NR    |
| 29                 | Emilia Cano         | Espagne              | 50 min 11 s |       |
| 30                 | Mirva Hämäläinen    | Finlande             | 52 min 03 s |       |
| —                  | Guan Ping           | Chine                | DQ          |       |
| —                  | Olga Krishtop       | Union soviétique     | DQ          |       |
| —                  | Lorraine Jachno     | Australie            | DNF         |       |
| —                  | Maria Grazia Orsani | Italie               | DNF         |       |
| —                  | Barbara Kollorz     | Allemagne de l'Ouest | DNF         |       |

## Légende
Records et Performances
- AR : Record continental (area record)
- CR : Record des championnats (championship record)
- MR : Record du meeting (meet record)
- NR : Record national (national record)
- OR : Record olympique (olympic record)
- PR : Record paralympique (paralympic record)
- PB : Record personnel (personal best)
- SB : Meilleure performance personnelle de la saison (season's best)
- WL : Meilleure performance mondiale de l'année (world leader)
- WJR : Record du monde junior (world junior record)
- WR : Record du monde (world record)

Circonstances et Conditions
- DNF : N'a pas terminé (did not finish)
- DNS : N'a pas pris le départ (did not start)
- DQ : Disqualification (disqualification)
- NM : Aucun essai valable enregistré (No Mark)
- Q : Qualifié « directement » au prochain tour (ou à la prochaine compétition), lors d'une compétition majeure, grâce au classement ou à la réalisation des minima (automatic qualifier)
- q : Qualifié au prochain tour (ou à la prochaine compétition), lors d'une compétition majeure, grâce au repêchage ou à la réalisation de l'une des meilleures performances parmi celles des « non qualifiés directement » (grâce au meilleur temps ou à la meilleure distance par exemple) (secondary qualifier)